# Tom Clemens
Tom Clemens (ur. 30 stycznia 1976 w Epping) – brytyjski biathlonista.
W swojej karierze nigdy nie zdobył punktów pucharu świata.
Swój ostatni biathlonowy występ zanotował 19 stycznia 2006 podczas Pucharu Świata w Antholz.

## Osiągnięcia

### Igrzyska olimpijskie
| Rok  | Miejscowość | Konkurencje | Konkurencje | Konkurencje | Konkurencje | Konkurencje | Konkurencje | Konkurencje |
| Rok  | Miejscowość | IN          | SP          | PU          | MS          | RL          | MR          | SR          |
| ---- | ----------- | ----------- | ----------- | ----------- | ----------- | ----------- | ----------- | ----------- |
| 2006 | Turyn       | 57.         | 77.         | –           | –           | –           | nd.         | –           |

### Mistrzostwa świata
| Rok  | Miejscowość | Konkurencje | Konkurencje | Konkurencje | Konkurencje | Konkurencje | Konkurencje | Konkurencje |
| Rok  | Miejscowość | IN          | SP          | PU          | MS          | RL          | MR          | SR          |
| ---- | ----------- | ----------- | ----------- | ----------- | ----------- | ----------- | ----------- | ----------- |
| 1999 | Oslo        | 74.         | 78.         | –           | –           | 16.         | nd.         | –           |
| 2000 | Oslo/Lahti  | 80.         | 85.         | –           | –           | 18.         | nd.         | –           |
| 2001 | Pokljuka    | 86.         | 52.         | 57.         | –           | 19.         | nd.         | –           |
| 2004 | Oberhof     | 95.         | 86.         | –           | –           | DNF         | nd.         | –           |
| 2005 | Hochfilzen  | 78.         | 85.         | –           | –           | 20.         | nd.         | –           |